# Bitva o Záporoží
Bitva o Záporoží byla sérií ostřelování města Záporoží a sérií soubojů ozbrojených sil Ruské federace a ozbrojených sil Ukrajiny na přístupových komunikacích k městu. Střetnutí začalo 27. února 2022 jako součást chersonské ofenzívy během ruské invaze na Ukrajinu v roce 2022. Všechny boje a pokusy postoupit blíže k městu brzy selhaly a Záporoží se tak stalo jediným střediskem anektovaných ukrajinských oblastí, které ruské síly nedobyly.

## Bitva

### 26. únor
Ruská armáda postoupila severně od okupovaného Krymu a začala se blížit záporožské jaderné elektrárně.

### 27. únor
Bylo zaznamenáno několik potyček na jižních předměstích Záporoží, nebyly hlášeny žádné oběti. Večer téhož dne začala ruská armáda město ostřelovat.

### 28. únor
Potyčky byly hlášeny i ve 20 km vzdálené Vasylivce. Vedoucí Záporožské civilně-vojenské správy Oleksandr Staruch na Telegramu oznámil, že situace je vypjatá a nepřítel utrpěl ztráty.

### 4. březen
Brzy ráno byla více než hodinu ostřelována Záporožská jaderná elektrárna, nedošlo však k výraznému poškození.

### 7. březen
Regionální vojenská správa záporožské oblasti konstatovala, že se nepřítel zmocnil měst Vasylivka, Tokmak a Polohy na přístupu k Záporoží.

### 8. březen
Ruské síly nakrátko obsadily město Orichiv, vzdálené 53 km od Záporoží, ale brzy plnou kontrolu nad městem ztratily.